# Prevlaka (Rugvica)
 Prevlaka  falu Horvátországban Zágráb megyében. Közigazgatásilag Rugvicához tartozik.

## Fekvése
Zágráb központjától 28 km-re, községközpontjától 9 km-re délkeletre, a Száva bal partján fekszik.

## Története
A települést 1217-ben említik először. Az oborovoi Szent György és Szent Jakab plébániához tartozott és mai is tartozik.
1857-ben 225, 1910-ben 221 lakosa volt. Trianon előtt Zágráb vármegye Dugo Seloi járásához tartozott. Később 1955-től Dugo Selo község része volt. 1993-ban az újonnan alakított Rugvica községhez csatolták. A falunak 2001-ben 95 lakosa volt. A falu 30 éve egy leendő atomerőmű lehetséges helyeként is ismert.

## Lakosság
| Lakosság változása | Lakosság változása | Lakosság változása | Lakosság változása | Lakosság változása | Lakosság változása | Lakosság változása | Lakosság változása | Lakosság változása | Lakosság változása | Lakosság változása | Lakosság változása | Lakosság változása | Lakosság változása | Lakosság változása |
| ------------------ | ------------------ | ------------------ | ------------------ | ------------------ | ------------------ | ------------------ | ------------------ | ------------------ | ------------------ | ------------------ | ------------------ | ------------------ | ------------------ | ------------------ |
| 1857               | 1869               | 1880               | 1890               | 1900               | 1910               | 1921               | 1931               | 1948               | 1953               | 1961               | 1971               | 1981               | 1991               | 2001               |
| 225                | 225                | 211                | 215                | 231                | 221                | 216                | 212                | 196                | 198                | 183                | 163                | 119                | 106                | 95                 |

## Külső hivatkozások
Rugvica község hivatalos oldala